# Canton de Cahors-3
Le canton de Cahors-3 est une circonscription électorale française du département du Lot.

## Histoire
Un nouveau découpage territorial du Lot entre en vigueur à l'occasion des élections départementales de 2015. Il est défini par le décret du 13 février 2014, en application des lois du 17 mai 2013 (loi organique 2013-402 et loi 2013-403). Les conseillers départementaux sont, à compter de ces élections, élus au scrutin majoritaire binominal mixte. Les électeurs de chaque canton élisent au Conseil départemental, nouvelle appellation du Conseil général, deux membres de sexe différent, qui se présentent en binôme de candidats. Les conseillers départementaux sont élus pour 6 ans au scrutin binominal majoritaire à deux tours, l'accès au second tour nécessitant 12,5 % des inscrits au 1er tour. En outre la totalité des conseillers départementaux est renouvelée. Ce nouveau mode de scrutin nécessite un redécoupage des cantons dont le nombre est divisé par deux avec arrondi à l'unité impaire supérieure si ce nombre n'est pas entier impair, assorti de conditions de seuils minimaux. Dans le Lot, le nombre de cantons passe ainsi de 31 à 17.
Le canton de Cahors-3 est formé d'une fraction de Cahors et de communes des anciens cantons de Lalbenque (2 communes) et de Cahors-Sud (3 communes). Il est entièrement inclus dans l'arrondissement de Cahors. Le bureau centralisateur est situé à Cahors.

## Représentation
| Période élective | Période élective | Mandat | Mandat   | Identité            | Nuance | Nuance | Qualité |
| ---------------- | ---------------- | ------ | -------- | ------------------- | ------ | ------ | --- |
| 2015             | 2021             | 2015   | 2021     | Vincent Bouillaguet |        | PS     | Directeur des services comptables de l'Université Paul Sabatier Adjoint au maire de Cahors                                                                                          |
| 2015             | 2021             | 2015   | 2021     | Nelly Ginestet      |        | PS     | Chargée de mission à l'association des paralysés de France Adjointe au maire de Flaujac-Poujols 8e vice-présidente chargée de l’Action sociale et de la Lutte contre les exclusions |
| 2021             | 2028             | 2021   | en cours | Vincent Bouillaguet |        | PS     | Adjoint au maire de Cahors, conseiller sortant |
| 2021             | 2028             | 2021   | en cours | Nelly Ginestet      |        | PS     | Conseillère sortante, maire de Flaujac-Poujols, Première Vice-présidente du conseil départemental                                                                                   |

### Résultats détaillés

#### Élections de mars 2015
À l'issue du 1er tour des élections départementales de 2015, deux binômes sont en ballottage : Vincent Bouillaguet et Nelly Ginestet (Union de la Gauche, 34,15 %) et Honoriline Niuliki et René Ortis (FN, 22,8 %). Le taux de participation est de 53,19 % (4 464 votants sur 8 392 inscrits) contre 59,43 % au niveau départemental et 50,17 % au niveau national.
Au second tour, Vincent Bouillaguet et Nelly Ginestet (Union de la Gauche) sont élus avec 68,28 % des suffrages exprimés et un taux de participation de 54,25 % (2 717 voix pour 4 553 votants et 8 392 inscrits).

#### Élections de juin 2021
Le premier tour des élections départementales de 2021 est marqué par un très faible taux de participation (33,26 % au niveau national). Dans le canton de Cahors-3, ce taux de participation est de 36,35 % (3 162 votants sur 8 698 inscrits) contre 43,85 % au niveau départemental. À l'issue de ce premier tour, deux binômes sont en ballottage : Vincent Bouillaguet et Nelly Ginestet (Union à gauche, 74,28 %) et Nathalie Mathubert et Pascal Velasco (LFI, 14,57 %).
Le second tour des élections est marqué une nouvelle fois par une abstention massive équivalente au premier tour. Les taux de participation sont de 34,36 % au niveau national, 45,92 % dans le département et 38,21 % dans le canton de Cahors-3. Vincent Bouillaguet et Nelly Ginestet (Union à gauche) sont élus avec 80,71 % des suffrages exprimés (2 213 voix pour 3 325 votants et 8 701 inscrits),,.

## Composition
| Nom                            | Code Insee | Intercommunalité                | Superficie (km2) | Population (dernière pop. légale)               | Densité (hab./km2) | Modifier                                    |
| ------------------------------ | ---------- | ------------------------------- | ---------------- | ----------------------------------------------- | ------------------ | ------------------------------------------- |
| Cahors (bureau centralisateur) | 46042      | CA Grand Cahors                 | 64,72            | Fraction : 6 663 (2022) Commune : 19 902 (2022) | 308                | modifier les données · modifier les données |
| Cieurac                        | 46070      | CA Grand Cahors                 | 18,70            | 647 (2022)                                      | 35                 | modifier les données · modifier les données |
| Flaujac-Poujols                | 46105      | CC du Pays de Lalbenque-Limogne | 12,64            | 805 (2022)                                      | 64                 | modifier les données · modifier les données |
| Labastide-Marnhac              | 46137      | CA Grand Cahors                 | 28,87            | 1 316 (2022)                                    | 46                 | modifier les données · modifier les données |
| Le Montat                      | 46197      | CA Grand Cahors                 | 22,54            | 1 102 (2022)                                    | 49                 | modifier les données · modifier les données |
| Trespoux-Rassiels              | 46322      | CA Grand Cahors                 | 20,70            | 828 (2022)                                      | 40                 | modifier les données · modifier les données |
| Canton de Cahors-3             | 4603       |                                 |                  | 11 361 (2022)                                   |                    | modifier les données                        |

Le canton de Cahors-3 comprend :
1. cinq communes entières,
2. la partie de la commune de Cahors non comprise dans les cantons de Cahors-1 et de Cahors-2.

## Démographie
En 2022, le canton comptait 11 361 habitants, en évolution de +3,4 % par rapport à 2016 (Lot : +1,31 %, France hors Mayotte : +2,11 %).
| 2013   | 2018   | 2022   |
| ------ | ------ | ------ |
| 10 969 | 11 064 | 11 361 |